# District de Jayyl
Le district de Jayyl (en kirghize : Жайыл району) est un raion de la province de Tchouï dans le nord du Kirghizistan, connu sous le nom de « district Kalinine » jusqu'en 1993. Son chef-lieu est la ville de Kara-Balta. Sa superficie est de 3 435 km2 ;  92 645 personnes y résidaient en 2009.
Le district administre une exclave dans l'extrême sud de la province, la vallée de la Suusamyr (non représentée sur la carte), séparée du reste de son territoire par le district de Panfilov.

## Communautés rurales et villages
Le district de Jayyl comprend :
- la ville de Kara-Balta

et 36 villages regroupés en 12 communautés rurales (aiyl okmotu) :
1. Ak-Bashat (villages Ak-Bashat (centre), Aydarbek, Aral et Novonikolayevka)
2. Jayyl (villages Jayyl (centre) et Alekseyevka)
3. Kara-Suu (villages Stavropolovka (centre) et Kara-Suu)
4. Krasnovostochnyi (villages Kalininskoye (centre), Kaldyk et Kara-Döbö)
5. Kyzyl-Dyykan (villages Kyzyl-Dyykan (centre) et Petropavlovka)
6. Poltavka (villages Poltavka (centre), Orto-Suu et Maltabar)
7. Sary-Bulak (villages Sary-Bulak (centre) et Mongoldor)
8. Sarykoo (villages Iyri-Suu (centre), Eriktuu, Altyn, Fedorovka, Jeken et Jon-Aryk)
9. Sosnovka
10. Stepnoe
11. Suusamyr (villages Suusamyr (centre), Kojomkul, Tunuk, Birinchi May, Kyzyl-Oy, Karakol et Kaysar)
12. Taldy-Bulak (villages Böksö-Jol (centre), Kayyrma et Bekitay)